# 第6回全日本実業団対抗駅伝競走大会
第6回全日本実業団対抗駅伝競走大会（だい6かいぜんにほんじつぎょうだんたいこうえきでんきょうそうたいかい）は1961年12月17日に三重県で開催された全日本実業団対抗駅伝競走大会である。

## 概要
今大会から地区大会の割り当てによる予選が行われるようになった。また、距離が100m延長されて全83.6kmで争われた。レースは前回2位の東急が1区で9位と出遅れるが、3区から3連続で区間賞を獲得し逆転、そのままゴールして初優勝を果たした。

## 出場チーム
- 倉敷レーヨン（2大会連続5回目）
- 神戸製鋼（6大会連続6回目）
- 常磐炭坑（初出場）
- 新三菱名古屋（4大会連続4回目）
- 住友金属（3大会連続5回目）
- 全沖縄（初出場）[2]
- 全鐘紡（4大会ぶり2回目）
- 中央発條（6大会連続6回目）
- 帝国人絹（初出場）
- 東急（2大会連続2回目）
- 東洋工業（初出場）
- 東洋ベアリング（6大会連続6回目）
- 東洋レーヨン（2大会連続2回目）
- 日本レイヨン（2大会ぶり2回目）
- 日の丸バス（初出場）
- 明治製菓（3大会連続3回目）
- 八幡化学（初出場）
- 八幡製鐵（6大会連続6回目）
- リッカーミシン（2大会連続4回目）

## 成績
- 1位　東急　4時間25分35秒
- 2位　リッカーミシン　4時間28分10秒
- 3位　八幡製鐵　4時間28分11秒
- 4位　東洋工業　4時間30分53秒
- 5位　東洋ベアリング　4時間31分
- 6位　東洋レーヨン　4時間31分12秒
- 7位　帝国人絹　4時間32分24秒
- 8位　倉敷レーヨン　4時間32分42秒
- 9位　明治製菓　4時間33分6秒
- 10位　常磐炭坑　4時間34分34秒
- 11位　全鐘紡　4時間36分17秒
- 12位　中央発條　4時間36分24秒
- 13位　八幡化学　4時間39分1秒
- 14位　神戸製鋼　4時間40分40秒
- 15位　日本レイヨン　4時間41分25秒
- 16位　住友金属　4時間46分3秒
- 17位　新三菱名古屋　4時間49分41秒
- 18位　日の丸バス　4時間53分27秒
- 19位　全沖縄　4時間56分52秒

## 区間賞
※は区間記録更新
- 1区　高田喜久（帝国人絹）50分6秒
- 2区　伊藤正道（東洋レーヨン）49分57秒
- 3区　伊藤貞夫（東急）31分52秒※
- 4区　碓井哲雄（東急）32分9秒
- 5区　中尾隆行（東急）49分6秒※
- 6区　増田亮一（リッカーミシン）25分25秒
- 7区　玉分秀毅（東洋ベアリング）24分52秒